# Pedaliodes cestia
Pedaliodes cestia är en fjärilsart som beskrevs av Otto Thieme 1905. Pedaliodes cestia ingår i släktet Pedaliodes och familjen praktfjärilar. Inga underarter finns listade i Catalogue of Life.